# 15e cérémonie des Razzie Awards

La 15e cérémonie des Razzie Awards a eu lieu le 26 mars 1995 à l'hôtel El Rey de Los Angeles en Californie pour distinguer les pires productions de l'industrie cinématographique durant l'année 1994.
Les lauréats de chaque catégorie sont en premier et en gras dans chaque section.

## Pire film
Color of Night (Hollywood Pictures)
- L'Irrésistible North (North) (Columbia)
- Terrain miné (On Deadly Ground) (Warner Bros.)
- L'Expert (The Specialist) (Warner Bros.)
- Wyatt Earp (Warner Bros.)

## Pire acteur
Kevin Costner dans Wyatt Earp
- Macaulay Culkin dans Rends la monnaie, papa (Getting Even with Dad), Richard au pays des livres magiques (The Pagemaster) et Richie Rich
- Steven Seagal dans Terrain miné (On Deadly Ground)
- Sylvester Stallone dans L'Expert (The Specialist)
- Bruce Willis dans Color of Night et L'Irrésistible North (North)

## Pire actrice
Sharon Stone dans Intersection et L'Expert (The Specialist)
- Kim Basinger dans Guet-apens (The Getaway)
- Joan Chen dans Terrain miné (On Deadly Ground)
- Jane March dans Color of Night
- Uma Thurman dans Even Cowgirls Get the Blues

## Pire second rôle masculin
O. J. Simpson dans Y a-t-il un flic pour sauver Hollywood ? (The Naked Gun 33⅓: The Final Insult)
- Dan Aykroyd dans Club Eden : L'Île aux fantasmes (Exit to Eden) et L'Irrésistible North (North)
- Jane March ("Richie") dans Color of Night
- William Shatner dans Star Trek : Générations (Star Trek: Generations)
- Rod Steiger dans L'Expert (The Specialist)

## Pire second rôle féminin
Rosie O'Donnell dans Police... secours ! (Car 54, Where Are You?), Club Eden : L'Île aux fantasmes (Exit to Eden) et La Famille Pierrafeu (The Flintstones)
- Kathy Bates dans L'Irrésistible North (North)
- Elizabeth Taylor dans La Famille Pierrafeu (The Flintstones)
- Lesley Ann Warren dans Color of Night
- Sean Young dans Even Cowgirls Get the Blues

## Pire couple à l'écran
Sylvester Stallone & Sharon Stone dans L'Expert (The Specialist)  et
Tom Cruise & Brad Pitt dans Entretien avec un vampire (Interview with the Vampire)
- N'importe quelle association de deux personnages dans Color of Night
- Dan Aykroyd et Rosie O'Donnell dans Club Eden : L'Île aux fantasmes (Exit to Eden)
- Kevin Costner et n'importe laquelle de ses trois femmes dans Wyatt Earp

## Pire réalisateur
Steven Seagal pour Terrain miné (On Deadly Ground)
- Lawrence Kasdan pour Wyatt Earp
- John Landis pour Le Flic de Beverly Hills 3 (Beverly Hills Cop 3)
- Rob Reiner pour L'Irrésistible North (North)
- Richard Rush pour Color of Night

## Pire scénario
La Famille Pierrafeu (The Flintstones), écrit par Tom S. Parker, Babaloo Mandel, Mitch Markowitz, Dava Savel, Brian Levant, Michael G. Wilson, Al Aidekman, Cindy Begel, Lloyd Garver, David Silverman, Stephen Sustarsic, Nancy Steen, Neil Thompson, Daniel Goldin, Joshua Goldin, Peter Martin Wortmann, Robert Conte, Jeff Reno, Ron Osborn, Bruce Cohen, Jason Hoffs, Kate Barker, Gary Ross, Rob Dames, Leonard Ripps, Fred Fox Jr., Lon Diamond, David Richardson, Roy Teicher, Richard Gurman, Michael J. Di Gaetano et Ruth Bennett
- Color of Night, scénario de Matthew Chapman et Billy Ray, d'après l'histoire de Ray
- La Surprise (Milk Money), de John Mattson
- L'Irrésistible North (North), scénario de Alan Zweibel et Andrew Scheinman, d'après le roman de Zweibel
- Terrain miné (On Deadly Ground), de Ed Horowitz & Rubin Russin

## Pire remake, adaptation ou suite
Wyatt Earp (Warner Bros.)
- Le Flic de Beverly Hills 3 (Beverly Hills Cop 3) (Paramount)
- L'Or de Curly (City Slickers II: The Legend of Curly's Gold) (Columbia)
- La Famille Pierrafeu (The Flintstones) (Universal)
- Rendez-vous avec le destin (Love Affair) (Warner Bros.)

## Pire révélation
Anna Nicole Smith dans Y a-t-il un flic pour sauver Hollywood ? (The Naked Gun 33⅓: The Final Insult)
- Jim Carrey dans Ace Ventura, détective pour chiens et chats (Ace Ventura: Pet Detective), Dumb & Dumber et The Mask
- Chris Elliott dans Cabin Boy
- Chris Isaak dans Little Buddha
- Shaquille O'Neal dans Blue Chips

## Pire bande originale
Marry the mole (Épouse Monsieur Miro) de Poucelina, musique de Barry Manilow, paroles de Jack Feldman
- The Color of The Night de Color of Night, musique et paroles de Jud J. Friedman, Lauren Christy et Dominic Frontiere
- Under The Same Sun de Terrain miné (On Deadly Ground), de Mark Hudson, Klaus Meine et Scott Fairbairn